# Phullu

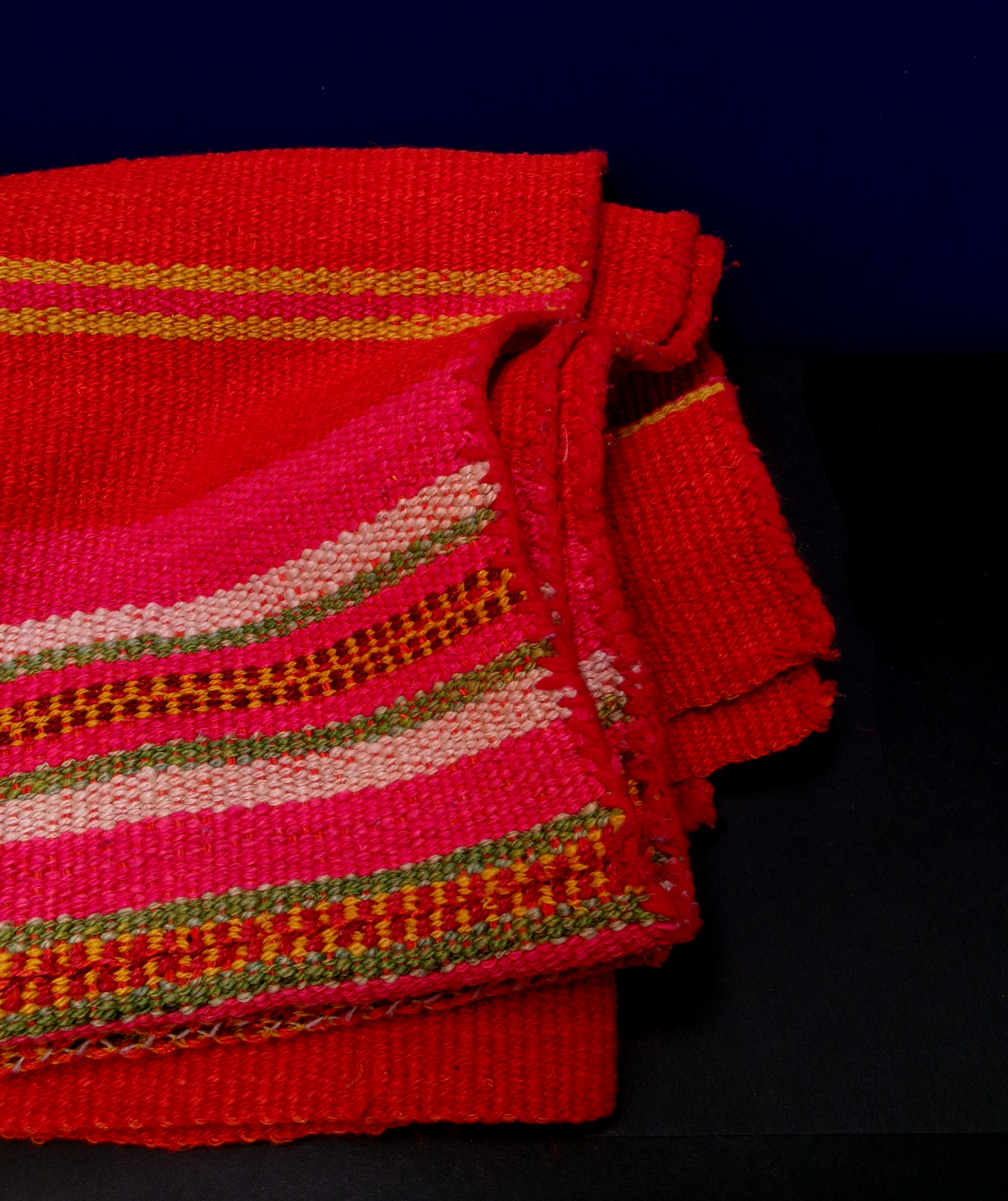
Phullu boliviano de oveja

El phullu, también conocido como pullo o p'ullu, es una manta colorida y gruesa tradicional de Los Andes. Por lo general se confecciona con lana de oveja.

## Elaboración y uso
El pullo se suele tejer a mano en un telar rectangular de un metro de ancho. Los hilos utilizados se tiñen con tintes naturales aunque en el último tiempo también se usan tintes sintéticos. Según la investigadora Elvira Espejo los pullos se utilizan en Bolivia, Perú, Ecuador, el norte de Argentina y la sierra de Colombia.Su grosor y el hecho de que estén hechos con lana de oveja los hace ideales para el frío del altiplano. 
Después de trasquilar a la oveja se lava la lana, posteriormente se hila la lana con la rueca. Una vez hilada la lana, se la tiñe de diversos colores, usualmente en agua hirviendo con los tintes conocidos popularmente como anilinas. Para el proceso en el telar se necesitan dos personas frente a frente que se van arrojando los ovillos de la lana hilada para crear la urdimbre. Posteriormente ya una sola persona arma la trama con ayuda de palos y un hueso especial. Una vez terminado el tejido es usual hacer uno gemelo para unir ambos y crear una frazada más grande.